# Dicloruro de metilfosfonilo
El dicloruro de metilfosfonilo (DC) o dicloro es un compuesto organofosforado. es usado como precursor de varios agentes de armas químicas. Es un sólido cristalino blanco que se funde ligeramente por encima de la temperatura ambiente.

## Síntesis y reacciones
El dicloruro de metilfosfonilo se produce por oxidación de metildiclorofosfina con cloruro de sulfurilo:
CH3PCl2  +  SO2Cl2  →   CH3P(O)Cl2  +  SOCl2
También se puede producir a partir de una gama de metilfosfonatos (por ejemplo, metilfosfonato de dimetilo) mediante cloración con cloruro de tionilo. Varias aminas catalizan este proceso. Con fluoruro de hidrógeno o fluoruro de sodio, se puede utilizar para producir difluoruro de metilfosfonilo. Con alcoholes, se convierte en dialcóxido:
CH3P(O)Cl2  +  2 HOR →   CH3P(O)(OR)2  +   HCl

## Seguridad
El dicloruro de metilfosfonilo es muy tóxico y reacciona vigorosamente con el agua para liberar ácido clorhídrico. También figura en el Anexo 2 de la Convención sobre Armas Químicas, ya que se utiliza en la producción de agentes nerviosos organofosforados como el sarín y el somán.